# Michail Sergejewitsch Igolnikow
Michail Sergejewitsch Igolnikow (russisch Михаил Сергеевич Игольников; * 15. Oktober 1996 in Tuapse) ist ein russischer Judoka. Er war 2018 und 2020 Europameister im Mittelgewicht.

## Karriere
Michail Igolnikow war 2011 Kadetten-Europameister und Kadetten-Weltmeister in der Gewichtsklasse bis 66 Kilogramm. Von 2012 bis 2014 trat er in der Gewichtsklasse bis 81 Kilogramm an. Hier war er 2012 U17-Europameister und 2013 U18-Europameister. Bei den U18-Weltmeisterschaften gewann er 2013 eine Bronzemedaille. Bei den Olympischen Jugend-Spielen 2014 in Nanjing bezwang er im Halbfinale den Serben Nemanja Majdov und im Finale den Georgier Tamazi Kirakozashvili. Drei Tage später siegte er auch im Mannschaftswettbewerb. Zwei Monate nach den Jugendspielen fanden in Fort Lauderdale die U21-Weltmeisterschaften statt. Igolnikow unterlag im Finale dem Brasilianer Rafael Macedo.
Seit 2015 kämpft Igolnikow im Mittelgewicht, der Gewichtsklasse bis 90 Kilogramm. 2015 war er Dritter der U21-Europameisterschaften und Fünfter der U21-Weltmeisterschaften, 2016 siegte er bei den U21-Europameisterschaften. 2017 gewann er den Titel bei den U23-Europameisterschaften. Anfang 2018 siegte er beim Grand-Slam-Turnier in Düsseldorf, nachdem er im Halbfinale den Spanier Nikoloz Sherazadishvili und im Finale den Japaner Mashu Baker besiegt hatte. Zwei Monate später fanden in Tel Aviv die Europameisterschaften 2018 statt. Igolnikow bezwang im Viertelfinale  den Georgier Beka Ghwiniaschwili und im Halbfinale den Spanier Nikoloz Sherazadishvili. Den Europameistertitel gewann er durch einen Finalsieg über den Serben Nemanja Majdov. Bei den Weltmeisterschaften 2018 in Baku schied Igolnikow in der zweiten Runde gegen Nikoloz Sherazadishvili aus. Einen weiteren Monat später siegte er beim Grand-Slam-Turnier in Abu Dhabi, dort gewann er das Finale gegen den Ungarn Krisztián Tóth. 2019 belegte Igolnikow beim Grand Slam in Düsseldorf einen dritten Platz. Bei den Weltmeisterschaften 2019 in Tokio trat Igolnikow nur im Mannschaftswettbewerb an und gewann mit dem russischen Team eine Bronzemedaille. Im Oktober 2019 siegte er bei den Militärweltspielen. 2020 gewann Igolnikow das Grand-Slam-Turnier in Budapest. Vier Wochen später bei den Europameisterschaften 2020 in Prag gewann er das Finale gegen den Serben Nemanja Majdov. Bei den Europameisterschaften 2021 in Lissabon verlor er im Halbfinale gegen Beka Ghwiniaschwili, im Kampf um Bronze besiegte er Nemanja Majdov. Drei Monate später bei den Olympischen Spielen in Tokio bezwang er im Viertelfinale den Spanier Nikoloz Sherazadishvili. Nach seiner Halbfinalniederlage gegen den Georgier Lascha Bekauri  verlor er auch den Kampf um Bronze gegen den Ungarn Krisztián Tóth.